# Robert White
Robert White (Londra, 1538 circa – 1574) è stato un compositore inglese di musica sacra che scrisse pezzi in lingua latina considerati di grande eleganza. Fra le sue opere superstiti alcune lamentazioni e musica strumentale per viola da gamba.

## Biografia
Thomas Morley, nel suo "A Plaine and Easie Introduction to Practicall Musicke" (1597) lo esalta come uno dei più grandi compositori inglesi, pari a Orlando di Lasso. Egli apprezzava le audaci armonie di White ed inserì il compositore in una lista che conteneva alcuni fra i più eminenti compositori dell'epoca Tudor: lista di sette eminenti compositori Tudor che comprende "Fayrfax, Taverner, Sheppard, White, Robert e Byrd". Alcuni manoscritti MS datati 1581, ora al Christ Church di Oxford, riportano questo tributo: "Maxima musarum nostrarum gloria White' Tu peris, actemum sed tua musa manet. Tu, o White, la più grande gloria delle nostre muse, puoi perire, ma la tua musa durerà per sempre".
Robert White, figlio di un costruttore di organi, fu cantore nel coro del Trinity College di Cambridge dal 1554 al 1562. Durante questo periodo, nel 1560, ricevette un Bachelor in Musica all'Università di Cambridge e nel 1562 si trasferì ad Ely, dove succedette a Christopher Tye come maestro del coro e sposò poi la figlia di Christopher nel 1565.
Accettò poi un posto simile alla Cattedrale di Chester nel 1566 dove succedette a Richard Saywell e prese parte al cortei di Pentecoste a Chester nel corso degli anni 1567-1569. Tale era la sua fama di istruttore di coro che nel 1570 fu nominato organista e maestro del coro dell'Abbazia di Westminster.
White e la sua famiglia morirono a seguito di una violenta epidemia di peste che colpì la zona di Westminster nel 1574. Anche se White sembra avere trascorso gran parte della sua vita lavorativa a nord di Londra, il suo testamento (datato 7 novembre 1574) afferma che lasciò alcune proprietà nel Sussex e ordinò di essere sepolto a St. Margaret's, Westminster "vicino ai miei figli". White fu sepolto l'11 novembre 1574 all'età di 36 anni.
Anche se Robert White era molto considerato fra i musicisti della metà del XVI secolo, le sue composizioni sono state quasi completamente trascurate fino alla riscoperta da parte di Charles Burney.

## Opere
Fortunatamente un numero piuttosto elevato di composizioni di White sono sopravvissute e fra queste:  17 mottetti in latino, un Magnificat, due serie di Lamentazioni e otto inni. Tali opere sono sufficienti a metterlo in prima fila fra i compositori inglesi dell'epoca elisabettiana. Fra le sue opere non corali si ricordano In Nomines per viola da gamba e la sua fantasia in esacordo per tastiera.
Molti dei mottetti sono basati sui testi dei Salmi e la musica è caratterizzata da continui punti di imitazione, con l'inizio di ogni frase il testo sillabato. Le sue "Lamentazioni", tutte a cinque voci, sono in anticipo sulla sua epoca, così come i suoi mottetti "Peccatum peccavit Jerusalem" e "Regina Coeli".
Le opere di White rientrano in due grandi gruppi: quelle che avrebbero potuto essere utilizzate nelle funzioni Sarum e devozioni di Maria e quelle (salmi, mottetti e lamentazioni) che furono probabilmente scritte durante il regno di Elisabetta I.
Le opere comprendono antifone, inni e un responsorio, tutte basate su cantus firmus e un Magnificat a sei voci che, come in due pezzi di Taverner, ha un tono di salmo come tenor delle sezioni a pieno coro. Il Magnificat porta la data del 1570 nella fonte frammentaria custodita alla Bodleian Library, ma lo stile del pezzo porta a pensare che questo sia l'anno della copia piuttosto che quello della composizione. Per esempio in Sicut locutus, una sezione a quattro voci con il canto piano nel mezzo,  per lo più in lunghe e brevi, le parti di accompagnamento hanno numerose semiminima, che, pur essendo notevolmente più numerose e più frenetiche, danno lo stesso effetto che si può sentire in Et incarnatus di Taverner dal Gloria tibi Trinitas. Ma ci sono anche le tracce delle tecniche ripetitive caratteristiche di White nei mottetti a pieno coro. Il punto chiave è lo scambio di materiale tra coppie di voci di gamma omogenea in tutta una tessitura a quattro o sei parti. Tallis e Sheppard invertivano una singola coppia di parti (controtenore) quando riutilizzavano la musica di un versetto di un inno, o molto raramente, quando un insieme di voci venivano ripetute.
L'inno Christe qui lux es et dies segue il modello consolidato di versetti alternati in canto piano con quelli polifonici che incorporano il canto, in questo caso nella parte del tenor. Il suo testo, una preghiera della sera per il riposo sereno, pieno di immagini di luce e tenebre, sembra aver avuto su White una speciale influenza, visto che fece quattro impostazioni separate.

## Elenco delle opere
- Christe qui es lux I, II, III e IV
- Exaudiat TE
- Exaudiat te Dominus
- Fantasie III e IV
- In Nomine a 5 V
- Lamentazioni 5vv
- Magnificat
- Lodate Dio
- Portio MEA
- Precanur sancta, Domine
- Regina Caeli
- Six Organ Fantasie